# Michał Czosnowski
Michał Tadeusz Czosnowski (ur. 20 kwietnia 1914 w Warszawie, zm. 26 grudnia 1998 tamże) – polski konstruktor, wykładowca akademicki.

## Życiorys
Syn Tadeusza Czosnowskiego i Wiktorii z Makowskich, wnuk Władysława Czosnowskiego. W 1932 ukończył gimnazjum im. Stanisława Konarskiego w Krakowie, a następnie na ochotnika odbył roczne wyszkolenie w Szkole Podchorążych Rezerwy Saperów w Modlinie, gdzie uzyskał stopień podporucznika. W 1934 rozpoczął studia na Wydziale Inżynierskim Politechniki Warszawskiej i w 1938 uzyskał tzw. półdyplom. We wrześniu 1939 po ataku Niemiec na Polskę został dowódcą III plutonu w Batalionie Saperów Warszawskiej Brygady Pancerno-Motorowej, 20 września pod Tomaszowem Lubelskim dostał się do niewoli i był przetrzymywany w Oflagu II B Arnswalde, a następnie w II C Woldenberg. W Woldenbergu zetknął się z Witoldem Nowackim, który organizował tam Studium Dokształcania Politechnicznego, u niego pobierał naukę z techniki żelbetów. Po zakończeniu wojny powrócił do Warszawy, pracował na budowach i kontynuował przerwane studia. W 1949 poślubił Annę Marię Szablowską. W 1951 ukończył studia uzyskując stopień magistra inżyniera nauk technicznych o specjalności inżynieria konstrukcyjno-budowlana. Otrzymał wówczas nakaz pracy w Ministerstwie Przemysłu Ciężkiego, dwa miesiące później powołano go do służby wojskowej i skierowano jako wykładowcę do Wydziału Inżynierii Wojskowej Akademii Technicznej w stopniu podporucznika. Początkowo był starszym pomocnikiem wydziału szkolenia, następnie starszym wykładowcą, adiunktem, a następnie docentem. Przez 22 lata prowadził wykłady i ćwiczenia z 10 różnych przedmiotów. W 1973 przeszedł na emeryturę, ale jeszcze przez trzy lata prowadził wykłady zlecone. Od 1974 do 1982 pracował jako specjalista konstruktor w Wojskowej Administracji Koszar. Wielokrotnie odznaczany m.in. w 1989 Krzyżem Kawalerskim Orderu Odrodzenia Polski. Pochowany na Cmentarzu Powązkowskim w Warszawie (kw. 40, rząd 5, miejsce 7/8).